# Dakien

Dacia som romersk provins

Dakien var under antiken ett område i sydöstra Europa bebott av daker. Kärnområdet motsvarade ungefär Transsylvanien och Valakiet i dagens Rumänien, men sträckte sig tidvis till områden utanför gränserna för dagens Rumänien. Under cirka två hundra år (omkring 100 f.Kr. till 100 e.Kr.) var Dakien ett självständigt kungarike. Huvudstaden var Sarmizegetusa. Under denna period utkämpades många strider med trupper från Romarriket, som till slut blev övermäktigt och år 107 e.Kr. gjorde Dakien till romersk provins under det latinska namnet Dacia.
Området var mest känt för sina guldgruvor. Redan under antiken fanns här stora guldfyndigheter. Dakien blev en av det Romerska rikets sista erövringar under kejsar Trajanus. Han kom att använda det guld som tagits i krigsbyte för att bekosta ett av Roms största forum. År 118 e.Kr. utbröt ett uppror i provinsen. Kejsar Hadrianus åkte dit för att lösa konflikten. Han valde en diplomatisk väg och floden Donau blev ny gräns eftersom Hadrianus ville ha lättförsvarade och naturliga gränser. Han lät också anlägga ett antal fort längs gränsen.
Romarna övergav provinsen Dacia på 270-talet e.Kr. under tryck från goterna. Namnet Dacia fortsatte dock att användas för de omdöpta romerska områdena Dacia Aureliana, Dacia Ripensis och Dacia Mediterranea, som låg söder om Donau och tidigare varit delar av provinsen Moesia. År 328 e.Kr. återupprättade romarna under Konstantin den store en begränsad närvaro norr om Donau och kontrollerade där kortvarigt områden under namnen Gothia, Dacia och Sarmatia.  
Namnet Dakien i formen Dacia har givit namn åt det rumänska bilmärket Dacia.